# Hylaeus vachali
Hylaeus vachali är en biart som beskrevs av Meade-waldo 1923. Hylaeus vachali ingår i släktet citronbin, och familjen korttungebin. Inga underarter finns listade i Catalogue of Life.